# Barrage de Río Hondo
Le barrage de Río Hondo (espagnol : Represa Río Hondo ou Dique Río Hondo) est un barrage hydroélectrique situé dans la province de Santiago del Estero, en Argentine. Il retient le río Dulce pour former un lac de barrage. Le barrage et la centrale hydroélectrique associée sont également appelés Complejo hidroeléctrico Río Hondo. La ville de Termas de Río Hondo est située à environ 2 km au nord-est du barrage.
Le barrage sert à l'irrigation, à l'approvisionnement en eau potable et à la production d'électricité. Sa construction débute en 1958 et est achevée en septembre 1967. Le barrage et la centrale hydroélectrique sont la propriété de l'État (Secretaría de Energía de la Nación). La concession pour l'exploitation est confiée à Hidroeléctrica Río Hondo S.A. le 29 décembre 1994.

## Caractéristique
Les caractéristiques du barrage se composent en un barrage-poids en béton au centre et de digues en remblai qui se raccordent aux deux côtés. La hauteur du barrage-poids est de 29 m au-dessus du lit du fleuve (hauteur maximale de 39,5 m au-dessus du fond de fondation) ; sa longueur est de 206 m. Le sommet du mur se trouve à une hauteur de 277,37 m (ou 278,5 m) d'altitude,. La longueur totale de l'ouvrage est de 4 347 m. La largeur des barrages est de 216 m à la base et de 10 m au sommet. 130 000 m3 de béton et 8,252 millions de m3 de matériaux de remblai ont été utilisés pour la construction du barrage.
Le barrage dispose à la fois d'un déversoir de crue et d'une vidange de fond. L'évacuateur de crues permet d'évacuer un maximum de 1 525 m3/s, la vidange de fond un maximum de 137,3 m3/s.

## Lac de retenue
Le niveau normal de la retenue se situe entre 267,7 et 272 m. Avec un niveau de retenue de 272 m, le lac de retenue s'étend sur une surface d'environ 20,65 km2 et contient 0,96 milliard de m3 d'eau. Avec un niveau de retenue de 274 m, le lac de retenue s'étend sur une surface d'environ 29,67 km2 et contient 1,74 milliard de m3 d'eau. Le niveau de retenue maximal est de 275 m.